# San Agustín Loxicha (kommun)
San Agustín Loxicha är en kommun i Mexiko.   Den ligger i delstaten Oaxaca, i den sydöstra delen av landet, 500 km sydost om huvudstaden Mexico City.
Följande samhällen finns i San Agustín Loxicha:
- San Agustín Loxicha
- El Camalote
- Buenavista Loxicha
- La Sirena
- Piedra Virgen
- San Vicente Yogodoy
- El Guapinol
- Paso Limón
- Juquilita
- Tovalá Copalita
- Río Guayabal
- El Recuerdo
- Toma de Agua
- Loma Bonita Loxicha
- Llano Mamey
- Santa Cruz de las Flores
- Barrio San Martín
- San Isidro Miramar
- Barrio el Portillo
- La Primavera
- Cerro Ciego
- Desviación Copalita
- Río Granada
- Río Linda Vista
- Llano Palmar
- El Paraíso
- La Nueva Esperanza
- La Gloria
- La Central
- Cerro Clanes Magdalena
- Guadalupe
- Ampliación Tres Cruces